# Waffenwetter
Waffenwetter ist ein Roman von Dietmar Dath aus dem Jahr 2007.

## Inhalt
Die Hauptfigur, Claudia Starik, ist neunzehn und leidet unter dem Alltag einer Abiturientin. Ihr Großvater Konstantin Starik ist Witwer, Exunternehmer, Kommunist und Millionär. Er schenkt seiner Enkelin zum Abitur eine Reise: Als Forscher und Spione brechen die beiden zu einer Expedition nach Alaska auf, wo sich in der Nähe des magnetischen Nordpols die größte Hochfrequenz-Antennenanlage der Welt befindet.

## Rezeption
In der FAZ wird der Roman als „die anrührende, in ihrer sprachlich-subversiven Gewandtheit äußerst lustige Geschichte eines hochintelligenten Mädchens“ bezeichnet. Er bestehe „aus Erzähl-Pixeln, zu denen sich im Leserhirn die Anschlüsse bilden“. Anton Philipp Knittel schreibt auf literaturkritik.de, der Roman zeige, dass intellektuelle Anstrengung und Spaß am Lesen einander nicht ausschlössen. Dietmar Dath liefere den „ebenso nachdrücklich-herausfordernden wie über weite Strecken spannenden Beweis“ für sein Streben, im Schreiben die Welt abzubilden.

## Adaptionen
2009 führte das Nationaltheater Mannheim "Waffenwetter" in einer Bühnenfassung von André Bücker und Ingoh Brux auf. Mit Isabelle Barth, Ines Schiller und Dascha Trautwein verkörperten gleich drei Schauspielerinnen die Hauptfigur Claudia. Das Frankfurter Autoren Theater zeigte vom 20. bis 23. Mai 2010 eine von Sabine Loew inszenierte Bühnenbearbeitung des Romans mit der Schauspielerin Anja Bilabel.

## Ausgaben
- Waffenwetter. Suhrkamp Verlag, Frankfurt am Main 2007, ISBN 978-3-518-41916-8.